# Fraktsedel
Fraktsedel är ett dokument som följer med en vara under varans transport och skall innehålla information om paketets vikt, längd och bredd samt både mottagarens och avsändarens adress. Normalt sett utfärdas fraktsedeln av den person eller företag som skickar varan och fraktsedeln fungerar då också som ett bevis på hur själva fraktavtalet mellan sändare och mottagare är utformat. Fraktsedeln kan därutöver användas som ett mottagningsbevis av mottagaren.